# 云笈七签

宋真宗

《雲笈七籤》，道教类书，全书122卷。北宋宋真宗天禧年间（1017－1021）张君房编。内容主要有道教的教理教义、本始源流、经法传授、秘要诀法、诸家气法、金丹、方药等，有“小道藏”之称。后被收于《正统道藏》太玄部。
道教称书箱为“雲笈”，分道书为“三洞四辅”七部（三洞: 洞真、洞玄、洞神, 四辅:太玄、太平、太清、正一），此书题名《雲笈七籤》即掇取七部精英之意。《云笈七籤》收集了北宋以前的道教的珍贵的材料，可以帮助读者把握前期道教的概况、发展脉胳和基本史实。《四库全书总目提要》称其书“类例既明，指归略备，纲条科格，无不兼该。”

## 序
太清寶蘊：指太清宮唐寫本《道藏》

## 目次
- 第一卷道德部：老子對道與德的論述。
- 第二卷混元混洞開闢劫運部：關於道教的宇宙論，講述宇宙產生，天地成形的過程。
- 第三卷道教本始部：講道教的起源。
- 第四卷道教經法傳授部：關於道教各流派經典的傳承。
- 第五卷經教相承部：講道教早期各高道流派的傳承。
- 第六到第二十卷三洞經教部：摘錄各流派主要經典。
- 第二十一到三十二卷天地部、日月星辰部、十洲三島部、洞天福地部、二十四治部、秉生受命部：道教的天文學、地理學和生物學論述。
- 第三十二卷到八十六卷雜修攝部、存思部、秘要法訣部、諸家氣法部、金丹部、方藥部等：關於戒律和符圖，以及修煉方術，包括導引、齋戒、存思、氣法、外丹、內丹等等。
- 第八十七到九十五卷諸真要略部、仙籍語論要記部等：高聖仙真修煉心得的摘錄。
- 第九十六到一百二十二卷讚頌部、紀傳部、道教靈驗記部：對仙真的讚頌，紀傳，和靈驗紀錄。